# Pygopleurus tristis
Pygopleurus tristis es una especie de coleóptero de la familia Glaphyridae.

## Distribución geográfica
Habita en Irán y Turquía.